# Herz Jesu (Aphoven)
Koordinaten: 51° 2′ 47″ N, 6° 4′ 20″ O
Die römisch-katholische Kirche Herz-Jesu hat ihren Standort im Ortsteil Aphoven in der Stadt Heinsberg in Nordrhein-Westfalen. Sie gehört zur Gemeinschaft der Gemeinden (GdG) Heinsberg-Waldfeucht im Bistum Aachen.  

## Lage
Die Kirche steht in der Ortsmitte der Ortschaft Aphoven am Blankenberg.

## Geschichte
Nach der Gründung eines Kapellenvereins im Jahre 1899, beantragte der Ortspfarrer von Heinsberg 1901 die Baugenehmigung zum Bau einer neuen Kirche. Die Pläne stammten vom Architekt Corby aus Heinsberg. 1904 konnte der erste Gottesdienst gefeiert werden. Am 29. Juni 1931 war die feierliche Weihe der Kirche. Im Krieg wurde der Kirchturm gesprengt und dadurch die Kirche beschädigt. 1952 erweiterte man die Kirche nach den Plänen von Wilhelm Andermahr aus Wassenberg durch ein Joch im Westen und baute an der Südwestecke einen neuen Turm. 1961 erhielt die Kirche eine neue Sakristei an der Nordseite des Chores, 1969 wurde der Altarraum neu geordnet.

## Architektur
Das Gebäude ist eine Backsteinkreuzkirche mit vier Jochen im Langschiff. Hinter der Vierung des Querschiffes das Chorjoch und der dreiseitig geschlossene Chor. Der viergeschossige Turm hat einen spitzen, achtseitigen Helm.

## Ausstattung
- Im Kirchturm befinden sich drei Glocken aus dem Jahre 1965.[1]
- Die Kirche besitzt eine Buntverglasung.[2]
- Neben dem Hauptaltar stehen rechts und links Seitenaltäre, ein Predigtstuhl, sowie einige Heiligenfiguren.

## Galerie

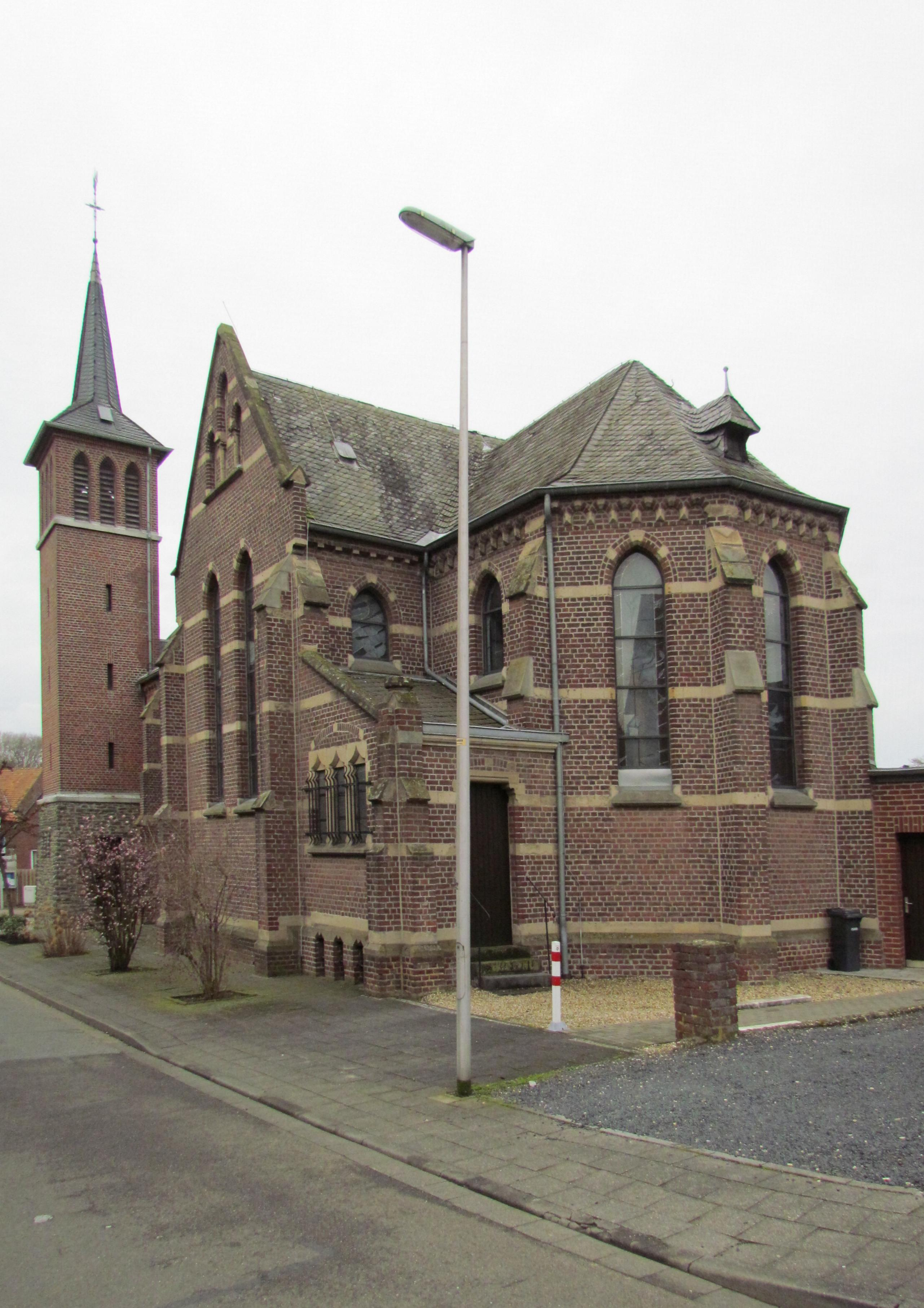
Choransicht
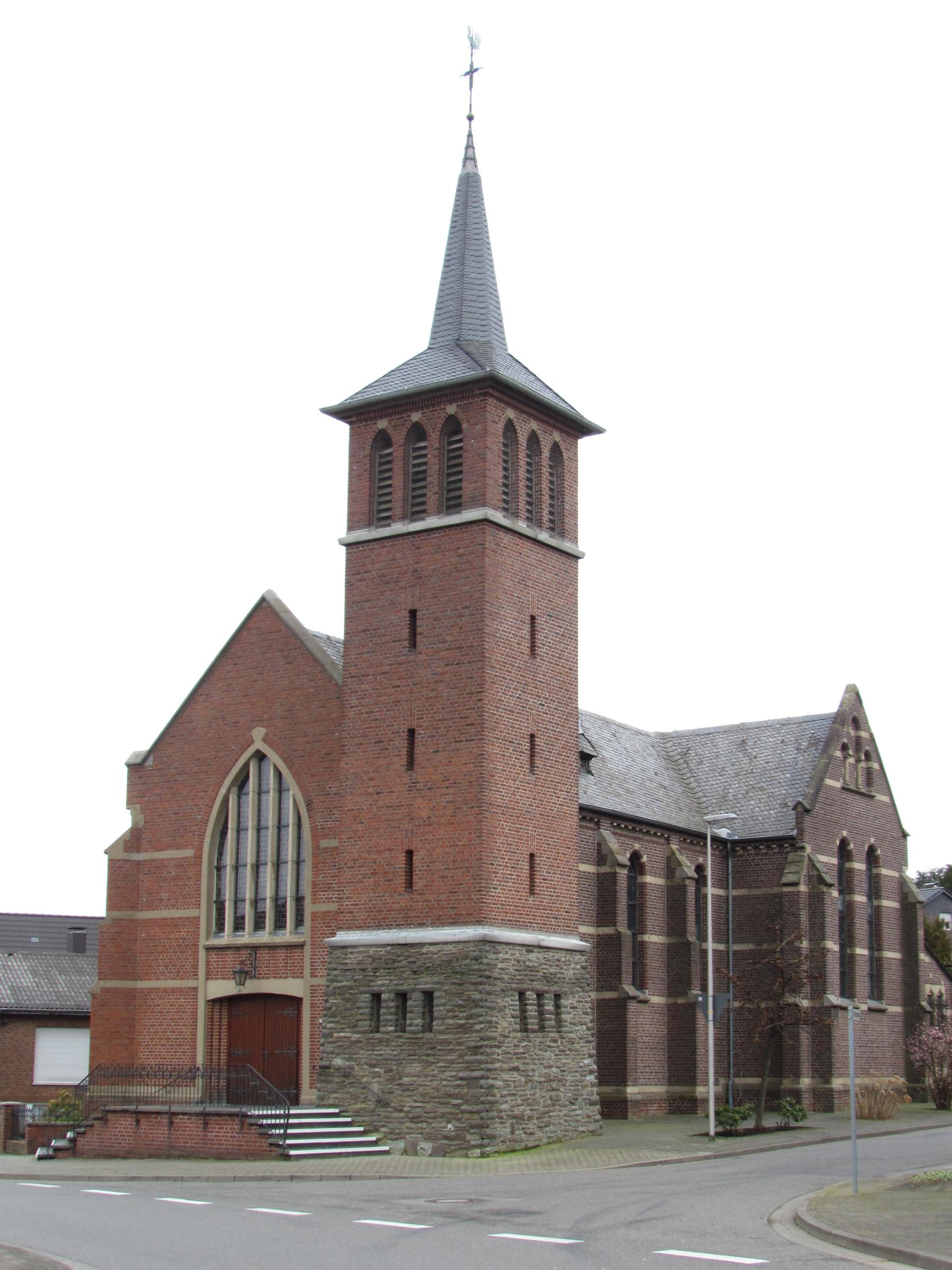
Turmansicht
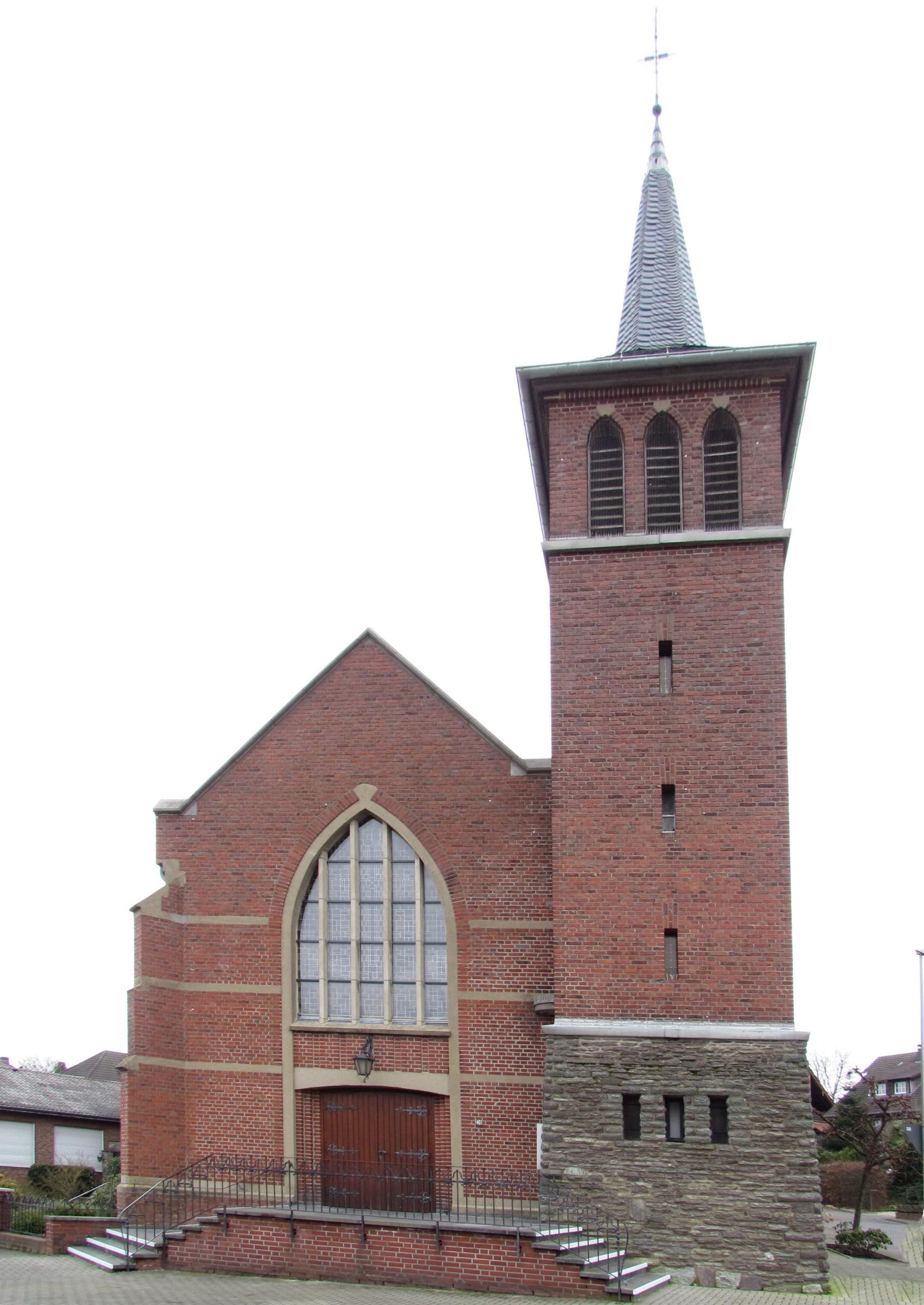
Westansicht
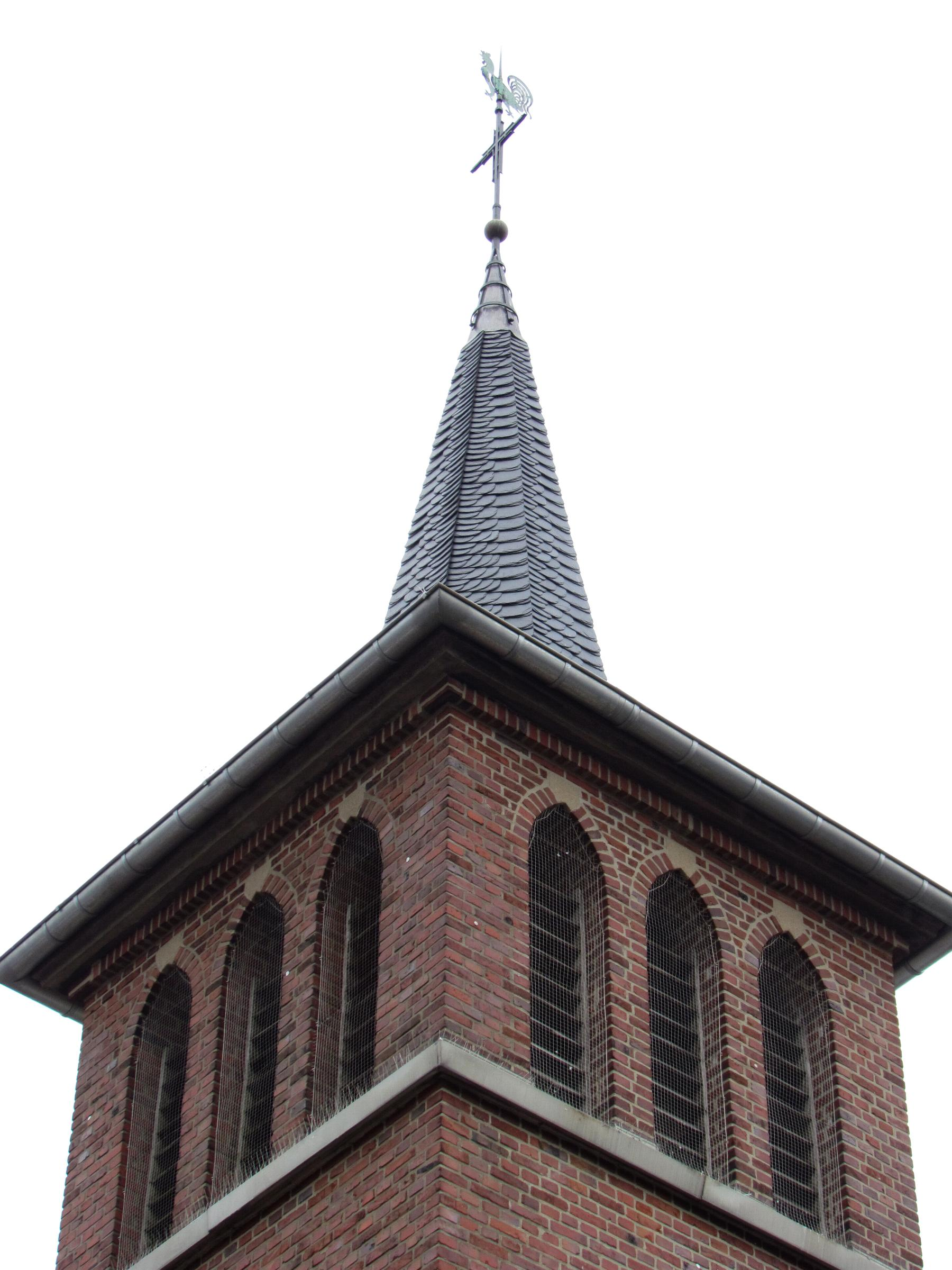
Turmspitze

## Presseberichte
- Ortsfest: 100 Jahre Pfarrkirche Herz-Jesu (Az. vom 6. September 2002)
- Bei Wind und Wetter zu Fuß nach Heinsberg (Az. vom 28. August 2002)